# Newton C. Blanchard

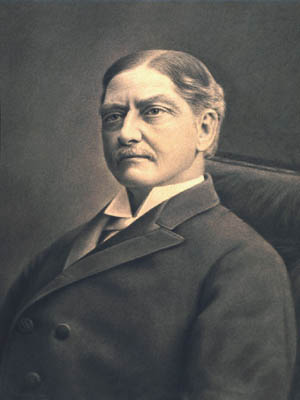
Newton Crain Blanchard

Newton Crain Blanchard (* 29. Januar 1849 im Rapides Parish, Louisiana; † 22. Juni 1922 in Shreveport, Louisiana) war ein US-amerikanischer Politiker der Demokratischen Partei, der den Bundesstaat Louisiana in beiden Kammern des Kongresses vertrat und von 1904 bis 1908 als dessen Gouverneur fungierte.
Nach dem Schulbesuch studierte er die Rechtswissenschaften in Alexandria. Er graduierte 1870 an der Tulane University. Nach der Zulassung als Anwalt praktizierte Blanchard in Shreveport. 1879 nahm er als Delegierter an der staatlichen Versammlung zur Überarbeitung der Verfassung von Louisiana teil.
Seine politische Laufbahn begann, als er 1881 für die Demokraten ins US-Repräsentantenhaus einzog. Dort war er bis zur Niederlegung seines Mandats am 12. März 1894 Vorsitzender des Ausschusses für Flüsse und Häfen. Danach wechselte Blanchard in den Senat, wo er zum Nachfolger des zurückgetretenen Edward Douglass White berufen wurde. Dieser Kammer gehörte er bis zum 3. März 1897 an, wobei er dem für den Mississippi zuständigen Ausschuss vorstand. Zur Wiederwahl trat er 1896 nicht an.
Nach seiner Zeit im Senat wechselte Newton Blanchard nahezu übergangslos in das nächste öffentliche Amt, als er zum beisitzenden Richter am Louisiana Supreme Court gewählt wurde. Dort verblieb er bis zu seinem Rücktritt 1903. Schließlich wurde er noch zum Gouverneur seines Heimatstaates gewählt, was er von 1904 bis 1908 blieb. Im Anschluss praktizierte er wieder als Anwalt. 1913 gehörte er zum zweiten Mal dem Verfassungskonvent für Louisiana an, diesmal als dessen Präsident.